# Färöische Fußballmeisterschaft 1960
Die Färöische Fußballmeisterschaft 1960 wurde in der Meistaradeildin genannten ersten färöischen Liga ausgetragen und war insgesamt die 18. Saison. Sie startete am 15. Mai 1960 mit dem Spiel von HB Tórshavn gegen TB Tvøroyri und endete am 7. August 1960.
Meister wurde HB Tórshavn, die den Titel somit zum zweiten Mal erringen konnten. Titelverteidiger B36 Tórshavn landete auf dem zweiten Platz.
Im Vergleich zur Vorsaison verschlechterte sich die Torquote auf 3,55 pro Spiel, was den niedrigsten Schnitt seit 1954 bedeutete. Den höchsten Sieg erzielte HB Tórshavn mit einem 5:1 im Auswärtsspiel gegen B36 Tórshavn. Das torreichste Spiel absolvierten HB Tórshavn und TB Tvøroyri mit einem 5:3.

## Modus
Aufgrund des Rückzuges von VB Vágur aus der Meistaradeildin spielte jede Mannschaft nun an sechs Spieltagen jeweils zwei Mal gegen jede andere. Die punktbeste Mannschaft zu Saisonende stand als Meister dieser Liga fest, eine Abstiegsregelung gab es nicht.

## Saisonverlauf
HB Tórshavn setzte sich zu Beginn durch einen 5:3-Heimsieg gegen TB Tvøroyri und einem 1:1 im Derby gegen B36 Tórshavn an die Spitze. Auch das Rückspiel gegen TB wurde mit 1:0 gewonnen, nach der 0:3-Heimniederlage gegen KÍ Klaksvík war B36 wieder punktgleich und zog aufgrund der besseren Tordifferenz an HB vorbei. KÍ, die mit dem 1:2 im Auswärtsspiel gegen TB am zweiten Spieltag ihre einzige Niederlage kassierten, lag aufgrund zweier Unentschieden einen Punkt dahinter. HB setzte sich im Rückspiel gegen B36 mit 5:1 durch und befand sich nun selbst aufgrund der besseren Tordifferenz wieder auf Platz 1, KÍ Klaksvík konnte sein Heimspiel gegen TB Tvøroyri mit 3:0 gewinnen. Somit gab das letzte Spiel zwischen KÍ und HB den Ausschlag. HB konnte sich hierbei auswärts mit 1:0 durchsetzten und sich somit den Meistertitel sichern.

## Abschlusstabelle
| Pl. | Verein           | Sp. | S | U | N | Tore    | Quote | Punkte |
| --- | ---------------- | --- | - | - | - | ------- | ----- | ------ |
| 1.  | HB Tórshavn (P)  | 6   | 4 | 1 | 1 | 013:800 | 1,63  | 09:30  |
| 2.  | B36 Tórshavn (M) | 6   | 2 | 3 | 1 | 012:110 | 1,09  | 07:50  |
| 3.  | KÍ Klaksvík      | 6   | 2 | 2 | 2 | 011:700 | 1,57  | 06:60  |
| 4.  | TB Tvøroyri      | 6   | 1 | 0 | 5 | 006:160 | 0,38  | 02:10  |

Platzierungskriterien: 1. Punkte – 2. Torquotient
| (M) | Meister 1959     |
| (P) | Pokalsieger 1959 |

## Spiele und Ergebnisse
|              | B36 | HB  | KÍ  | TB     |
| ------------ | --- | --- | --- | ------ |
| B36 Tórshavn |     | 1:5 | 1:1 | 3:1    |
| HB Tórshavn  | 1:1 |     | 0:3 | 5:3    |
| KÍ Klaksvík  | 3:3 | 0:1 |     | 0-:- 1 |
| TB Tvøroyri  | 0:3 | 0:1 | 2:1 |        |

## Spielstätten
| Mannschaft   | Stadion        | Spielort |
| ------------ | -------------- | -------- |
| B36 Tórshavn | Gundadalur     | Tórshavn |
| HB Tórshavn  | Gundadalur     | Tórshavn |
| KÍ Klaksvík  | Við Djúpumýrar | Klaksvík |
| TB Tvøroyri  | Sevmýri        | Tvøroyri |

## Nationaler Pokal
Im Landespokal gewann TB Tvøroyri mit 3:0 gegen Meister HB Tórshavn.